# Porta Tiburtina

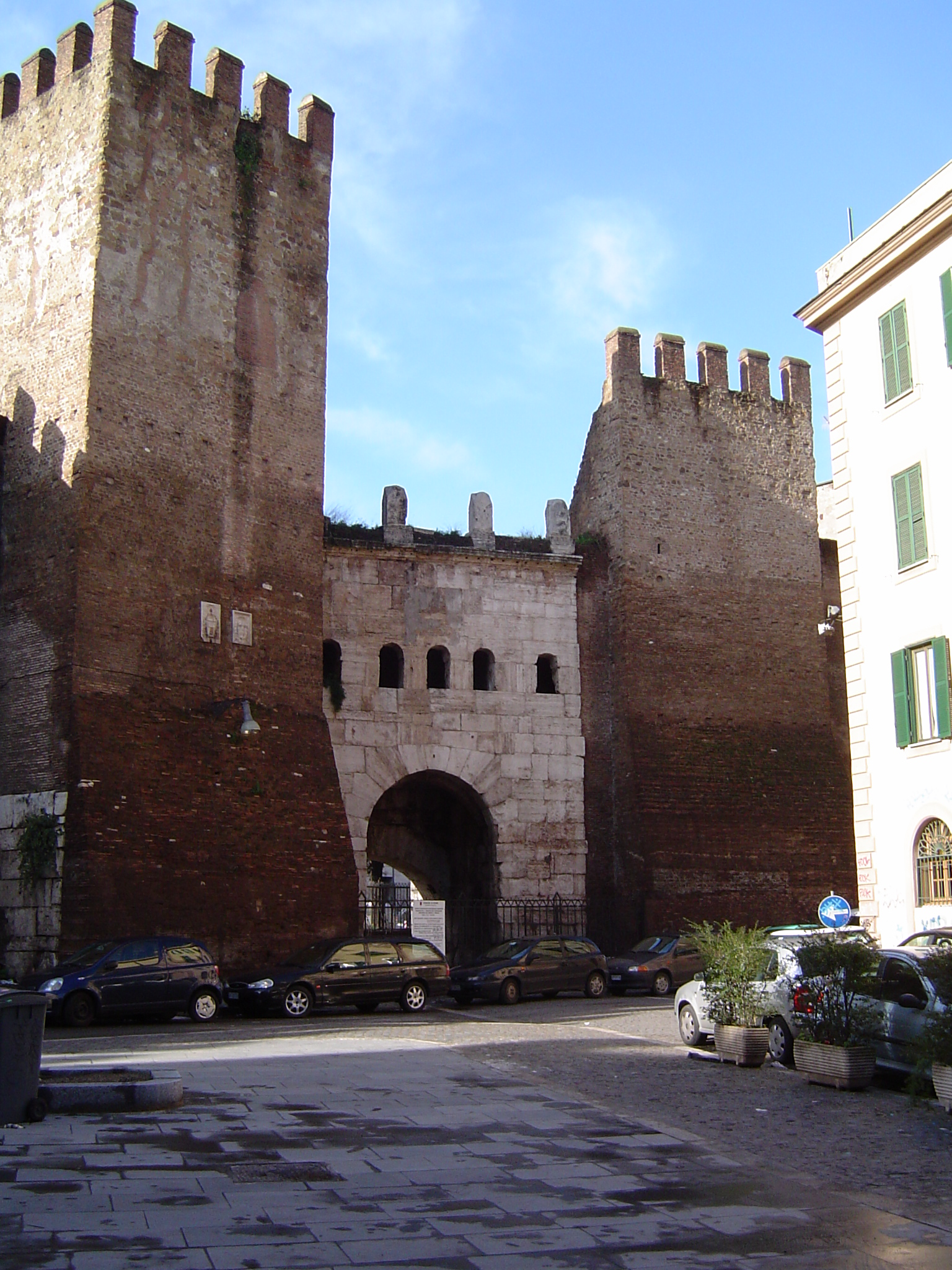
Außenseite der Porta Tiburtina

Die Porta Tiburtina, heute Porta San Lorenzo (auch Porta Taurina), ist ein Tor der Aurelianischen Stadtmauer der Stadt Rom. Durch das Tor verlief die Via Tiburtina, heute Via Tiburtina Antica, die nach Tibur (das heutige Tivoli) führende Straße. Ihren modernen Namen hat das Tor von der Basilika San Lorenzo fuori le mura.
Die Porta Tiburtina geht auf einen monumentalen Bogen aus Travertin aus Tivoli zurück, mit dem drei Wasserleitungen, die Aqua Iulia, Aqua Marcia und Aqua Tepula, die Via Tiburtina überquerten. Der Bogen wurde 5 v. Chr. unter Kaiser Augustus errichtet. Beim 271 n. Chr. begonnenen Bau der Aurelianischen Mauer wurde der Bogen in den Mauerverlauf einbezogen, mit zwei Wehrtürmen flankiert und damit zum Stadttor. Bei einer Verstärkung der Mauer unter Honorius (401/402 n. Chr.) wurde ein zweiter Torbogen auf der Innenseite vor den bestehenden gesetzt. Diese Ergänzung ließ Papst Pius IX. 1869 wieder entfernen.
An der Porta Tiburtina befinden sich mehrere Inschriften, die sich auf Bauarbeiten an den Wasserleitungen und dem Tor beziehen.